# Uladsimir Karatkewitsch

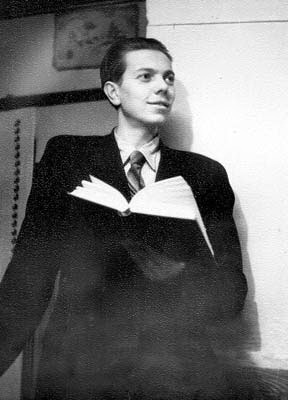
Uladsimir Karatkewitsch als Student

Uladsimir Karatkewitsch (* 26. November 1930 in Orscha; † 25. Juli 1984 in Minsk) war ein belarussischer Schriftsteller, Dichter und Übersetzer sowie Preisträger mehrerer staatlicher Literaturpreise, darunter der Iwan-Melesch-Literaturpreise für den Roman Nelha sabyz (Leanidy ne wernuzza da Sjamli) (1983) und postum (1984) den Jakub-Kolas-Staatspreis für den Roman Tschorny samak Alschanski.

## Biographie
Uladsimir Karatkewitsch wurde in Orscha in der Wizebskaja Woblasz als Sohn eines Beamten und einer Lehrerin geboren. Während des Zweiten Weltkriegs war die Familie ohne festen Wohnsitz, sie wurde nach Perm, später nach Orenburg evakuiert, weitere Aufenthaltsorte waren Moskau, Rjasan, der Ural und Kiew. Im Jahre 1944 kehrte er nach Orscha zurück, wo er von 1944 bis 1949 die Mittelschule besuchte. Dort arbeitete er an Schulzeitungen und schulischen Theaterinszenierungen mit. 1949–54 studierte er Russistik in Kiew, wo er eine Liebe zur Ukraine und zum ukrainischen Volk entwickelte und beinahe aufgrund von „ukrainischem Nationalismus“ zwangsexmatrikuliert wurde. Ab 1951 erschienen erste Gedichte in Lokalzeitungen in Orscha und eine erste Version der Novelle „Dsikaje paljawanne karalja Stacha“ (König Stachs wilde Jagd). 1952 schickte er ein Heft mit Brief an Jakub Kolas „Kaski i lehendy majoj radsimy“ (Märchen und Sagen meiner Heimat), welches er später teilweise überarbeitete und veröffentlichte. Seine Diplomarbeit 1954 trug den Titel „Kaska. Lehenda. Padanne“ (Märchen. Legende. Sage). Eine Dissertation und somit eine wissenschaftliche Laufbahn blieb ihm verwehrt. Nach dem Studium ging er mehrere Jahre einer Lehrtätigkeit nach, zunächst in der Nähe von Kiew (1954–56), später in seiner Heimatstadt Orscha (1956–58). Den Durchbruch schaffte Karatkewitsch 1955 mit dem Gedicht „Mascheka“. Ab 1955 stand er in Briefkontakt mit dem Schriftsteller Maksim Tank. 1957 trat er dem Schriftstellerverband der BSSR bei und sein erstes Drama „Mlyn na sinich virach“ (Mühle auf blauen Strudeln) feiert Premiere. 1958–60 besuchte Karatkewitsch Literaturkurse, 1960–62 Drehbuchkurse in Moskau. 1963 siedelte er nach Minsk über. 1967 lernte er Waljanzina Nikizina kennen, die er 1971 ehelichte. 1979 nahm er an der internationalen Ionesco-Konferenz zum Thema „Slawische Kulturen“ in Kiew statt.
Kinder hatte Uladsimir Karatkewitsch nicht.

## Werk

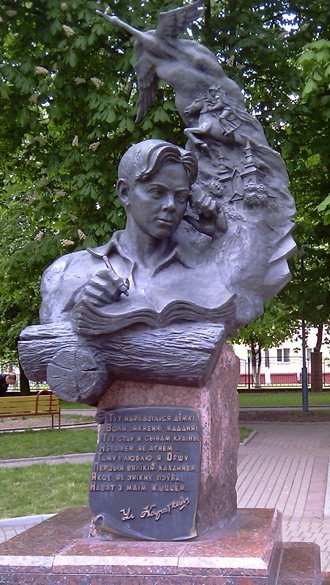
Denkmal für Uladsimir Karatkewitsch in Orscha

Uladsimir Karatkewitsch war Verfasser epischer Texte (Erzählungen, Novellen, Romane, auch Märchen und Sagen), von Lyrik (Gedichte) sowie von Dramen, Essays, Aufsätzen und Übersetzungen. Der Veröffentlichung seines Gedichtes in der Orschaer Regionalzeitung Leninski Prysyu (1951) folgte 1955 sein Durchbruch als Dichter mit dem Gedicht Mascheka in der Literaturzeitschrift Polymja. Es folgten drei Gedichtbände. Ab den 1960er Jahren verfasste er vor allem epische Werke (Romane, Novellen, Erzählungen). Zu seinen beliebtesten Werken zählen der Roman Tschorny samak Alschanski (Das schwarze Schloss von Alschany, 1979) sowie die auch ins Deutsche übersetzte Novelle Dsikaje paljawanne Karalja Stacha (Die wilde Jagd des König Stach, 1964), die beide im Stile einer Detektivgeschichte gehalten sind und vor historischem Hintergrund spielen. Aufgrund der Struktur vieler seiner Texte (zum Beispiel zumeist jugendliche Figuren, Elemente des Phantastischen) und der darin häufig spannend erzählten Geschichten, in denen es auch um zwischenmenschliche Beziehungen geht, genießt der Schriftsteller bis heute einen sehr guten Ruf insbesondere bei jugendlichen Lesern. Dies wird nicht zuletzt durch einen meist männlichen, tendenziell als Ideal dargestellten Protagonisten gefördert, der sich dem Humanismus verpflichtet fühlt und durch sein Agieren im Handlungsverlauf der Gerechtigkeit zum Sieg verhelfen will. Dies äußert sich zum Beispiel auch durch das Verhalten des Helden zum weiblichen Geschlecht, die er zu beschützen gewillt ist, und durch eine tendenziell polarisierende Erzählhaltung. So steht dem Protagonisten in Karatkewitschs Texten nicht selten ein Antagonist, ein „Antiheld“, gegenüber. Diese polarisierende Darstellung seiner Werke wird oft als „Schwarz-Weiß-Malerei“ kritisiert.

### Belarussische Geschichte als Thema literarischer Texte
Uladsimir Karatkewitsch, der bereits seit seiner Kindheit ein reges Interesse an der Geschichte und Folklore des belarussischen Volkes zeigte, gilt als Begründer des historischen Romans in der belarussischen Nationalliteratur. In seinen Texten behandelt er vor allem historische Themen und beschreibt ethnologische Besonderheiten und Realien aus dem Leben der Belarussen (Sitten und Bräuche, Feierlichkeiten, Lokalkolorit, Natur usw., sehr ausführliche Beschreibungen von Regionen und Landschaften).
Viel Raum nimmt bei ihm die Geschichte des litauisch-belarussischen Aufstandes von 1863/64 unter der Führung von Kastus Kalinouski ein, ein Stoff, der in gleich mehreren Genres verarbeitet wird. Als sein Hauptwerk gilt der bisher nicht ins Deutsche übersetzte zweibändige Roman „Kalasy pad sjarpom twaim“ (Ähren unter deinen Sicheln), in dem er den Aufstand von 1863/64 gegen die zaristische Alleinherrschaft aus belarussischer Sicht beschreibt. Im Mittelpunkt des Romans steht der Adeligensohn Ales Sahorski, der, einer alten Tradition seines Geschlechtes entsprechend, die ersten Jahre seines Lebens bei einer Familie von leibeigenen Bauern aufgewachsen ist und dort, bei vermeintlich „einfachen“ Leuten, das Leben und die Freiheit schätzen gelernt hat. Der Protagonist setzt sich von nun an für die Freiheit der Bauern ein und schließt sich im Alter von 18 Jahren dem Revolutionär Kastus Kalinouski an, der hier nicht als historische Person, sondern als Figur eines literarischen Kunstwerkes in Erscheinung tritt. In der Novelle Sbroja (Die Waffe, vermutlich 1964) wird die Romanhandlung mit der Geschichte von einer Waffenbeschaffung für den Kampf gegen die Machthaber fortgesetzt, wobei sich der Roman und die Novelle auch unabhängig voneinander lesen lassen. Im Mittelpunkt des Dramas Kastus Kalinouski (1963) steht der Freiheitskämpfer selber.
Historische Themen dominieren das Gesamtwerk des Schriftstellers. Dies gilt auch für viele Gedichte sowie Prosatexte, darunter auch einige Märchen, in denen er die Vergangenheit des belarussischen Volkes thematisiert und auf Bilder und Motive aus der belarussischen Folklore zurückgreift. Neben dem Aufstand von 1863/64 ist dies der Zweite Weltkrieg, wie in der Novelle Lisze kaschtanau (Kastanienlaub, 1973), deren Handlung im umkämpften und fast entvölkerten Kiew des Jahres 1944 angesiedelt ist und in der eine Gruppe Kinder unterschiedlicher sozialer und nationaler Herkunft am Wahnsinn des andauernden Krieges zugrunde geht. Der Roman Nelha sabyz (Man darf nicht vergessen, 1982) spielt zwar 20 Jahre nach dem Zweiten Weltkrieg, doch wird der Protagonist, der sich in eine verheiratete Frau verliebt, nicht nur durch die jüngste Vergangenheit eingeholt, denn die Geliebte stirbt an den Spätfolgen einer Kriegsverletzung, sondern seine eigenen familiären Wurzeln gehen bis auf den litauischen Aufstand zurück: Ein Roman nicht nur gegen das historische Vergessen, sondern auch gegen das Verdrängen der historischen Vergangenheit und seiner eigenen Herkunft und gleichermaßen ein Plädoyer für eine angemessene Erinnerungskultur.
Insofern stellt das Gesamtwerk Karatkewitschs ein dichtes Netz aus einer bildreichen Sprache und aus historischer Präzision dar.

### Gedichtbände
- „Matčyna duša“ (Mutterseele, 1958),
- „Viačernija vietrazi“ (Abendsegel, Gedichte und ein Poem, 1960)
- „Maja Ilijada“ (Meine Iliade, 1962)
- „Byŭ. Josc'. Budu“ (Ich war, bin und werde sein, Gedichte und Poeme, 1986, postum veröffentlicht).

### Erzählsammlungen
- „Blakit i zolata dnia“ (Das Blau und Gold des Tages, 1961)
- „Čazenija“ (1970)
- „Voka tajfuna“ (Das Auge des Taifuns, 1974)
- „Z viakoŭ minulych“ (Seit alten Zeiten, 1978)

### Romane
- „Kałasy pad siarpom tvaim“ (Die Ähren unter deiner Sichel, 1968)
- „Chrystos pryziamliŭsia ŭ Harodni“ (Christus stieg in Hrodna herab, 1966)
- „Čorny zamak Al'šanski“ (Das schwarze Schloss von Alšany), publiziert zusammen mit der Novelle „Zbroja“ (Die Waffe), 1979
- „Nel'ha zabyc'“ (Leanidy ne viernucca da Ziamli – Man darf nicht vergessen (Die Leoniden werden nicht zur Erde zurückkehren), 1960, erst 1982 in Buchform)

### Novellen
- „U sniahach dramaje viasna“ (Im Schnee schläft der Frühling, 1957, Veröffentlichung erst 1988 postum)
- „Sivaja lehenda“ (Die graue Legende, 1958; hierzu 1971 gleichnamige Oper, Premiere erst 1978)
- „Cyhanski karol'“ (Zigeunerkönig, 1958; veröffentlicht 1971)
- „Dzikae paljavanne karalja Stacha“ (1964; hierzu 1979 Verfilmung; 1985 deutsche Übersetzung: „König Stachs wilde Jagd“; 1989 gleichnamiges Ballet)
- „Zbroja“ (Die Waffe, verfasst vermutlich 1964)
- „Lis'ce kaštanaŭ“ (Kastanienlaub, 1973)

### Kinderliteratur
- „Kazki“ (Märchen, 1975)
- „Biełavieskaja pušča“ (Der Urwald von Biełavieža, Skizze 1975).

### Dramen
- „Mlyn na Sinich Virach“ (Die Mühle mit blauen Strudeln, 1957; Aufführung im Fernsehen 1959)
- „Zvany Viciebska“ (Die Glocken von Wizebsk, 1974)
- „Kastus Kalinouski“ (1963)
- „Kalyska čatyroch čaraŭnic“ (Der Geburtsort der vier Hexen, 1982)
- „Maci ŭrahanu“ (Die Mutter des Hurricanes, 1985; hierzu 1990 Spielfilm von J. Maruchin).

### Szenarien für Kurzfilme
- „Sviedki viečnaści“ (Zeugen der Ewigkeit, 1964)
- „Pamiac' kamnia“ (Das Gedächtnis des Steins, 1966)
- „Budz' ščaslivaj, raka“ (Sei glücklich, o Fluss, 1967)

### Drehbücher für Spielfilme
- 1967: Chrystos pryziamliŭsia ŭ Harodni
- 1973: Čyrvony ahat
- 1980: König Stachs wilde Jagd (Dzikaje palavannie karalja Stacha)
- 1984: Čorny zamak Al'šanski

### Essays, Publizistik, Literaturkritik
- „Daroha, jakuju prajšoŭ“ (Der Weg, den ich ging, Autobiographie 1964; dies ist vor allem eine Darstellung der Pläne, die Karatkewitsch noch zu verwirklichen gedenkt)
- „Ziamlja pad bielymi krylami“ (1977, erste Publikation zunächst als Schulbuch für ukrainische Kinder auf Ukrainisch angedacht, Kiew, 1972; deutsche Übersetzung: Land unter weißen Flügeln, 1983)
- „Mscislaŭ -- Mstislavl“ (1985)
- Essays und Artikel über Francysk Skaryna, Taras Schewtschenko, Lessja Ukrajinka, Michał Kleofas Ogiński, Janka Kupala, Maksim Bahdanowitsch, Michail Scholochow u. v. a.

Erst nach Karatkewitschs Tod erschien 1988 die Novellensammlung „Staryja bielaruskija chroniki“ (Alte belarussische Chroniken).
In Fernsehen und Radio wurden einige Aufführungen ausgestrahlt, die auf Karatkewitschs Werken basieren. Nach seinem Libretto wurde im Belarussischen Opern- und Balletttheater die Oper „Sivaja lehienda“ aufgeführt (Graue Legende, Komponist Dmitry Smolski, 1978) und nach seiner Novelle „Dzikaje palavannie karala Stacha“ die gleichnamige Oper von Uladsimir Soltan (1989).
Karatkewitsch arbeitete auch häufig als Übersetzer. Er übersetzte ins Belarussische einzelne Werke von Lord Byron, Adam Mickiewicz u. v. a.

## Werkausgaben und Übersetzungen
- Uladzimir Karatkevič: Zbor tvoraŭ u vas’mi tamach, 8 Bände, Minsk 1987ff.
- Uladzimir Karatkevič: Tvory: Proza – dramaturhija – publicystyka, Minsk 1996
- Uladsimir Karatkewitsch: König Stachs wilde Jagd, Übers. Ingeborg u. Oleg Kolinko. Berlin: Verlag Neues Leben 1985
- Uladsimir Karatkewitsch: Land unter weißen Flügeln, Übers. Uladsimir Tschapeha. Minsk: Verlag Junaztwa 1983
- Uladsimir Karatkewitsch: Vom Blau und Gold des Tages. Übers. Hans-Joachim Grimm. In: Norbert Randow (Hg.): Störche über den Sümpfen. Belorussische Erzähler. Berlin: Volk und Welt 1971, S. 408–420